# Adeline Boutain
Adeline Boutain, née le 11 avril 1862 à Machecoul, Loire-Inférieure, et morte le 13 février 1946 à Croix-de-Vie, Vendée, est une photographe et éditrice de cartes postales française.
Ses photographies, essentiellement diffusées par le media des cartes postales, témoignent de l'histoire de Saint-Gilles-Croix-de-Vie et de sa région, de la fin du XIXe au début du XXe siècle.

## Biographie

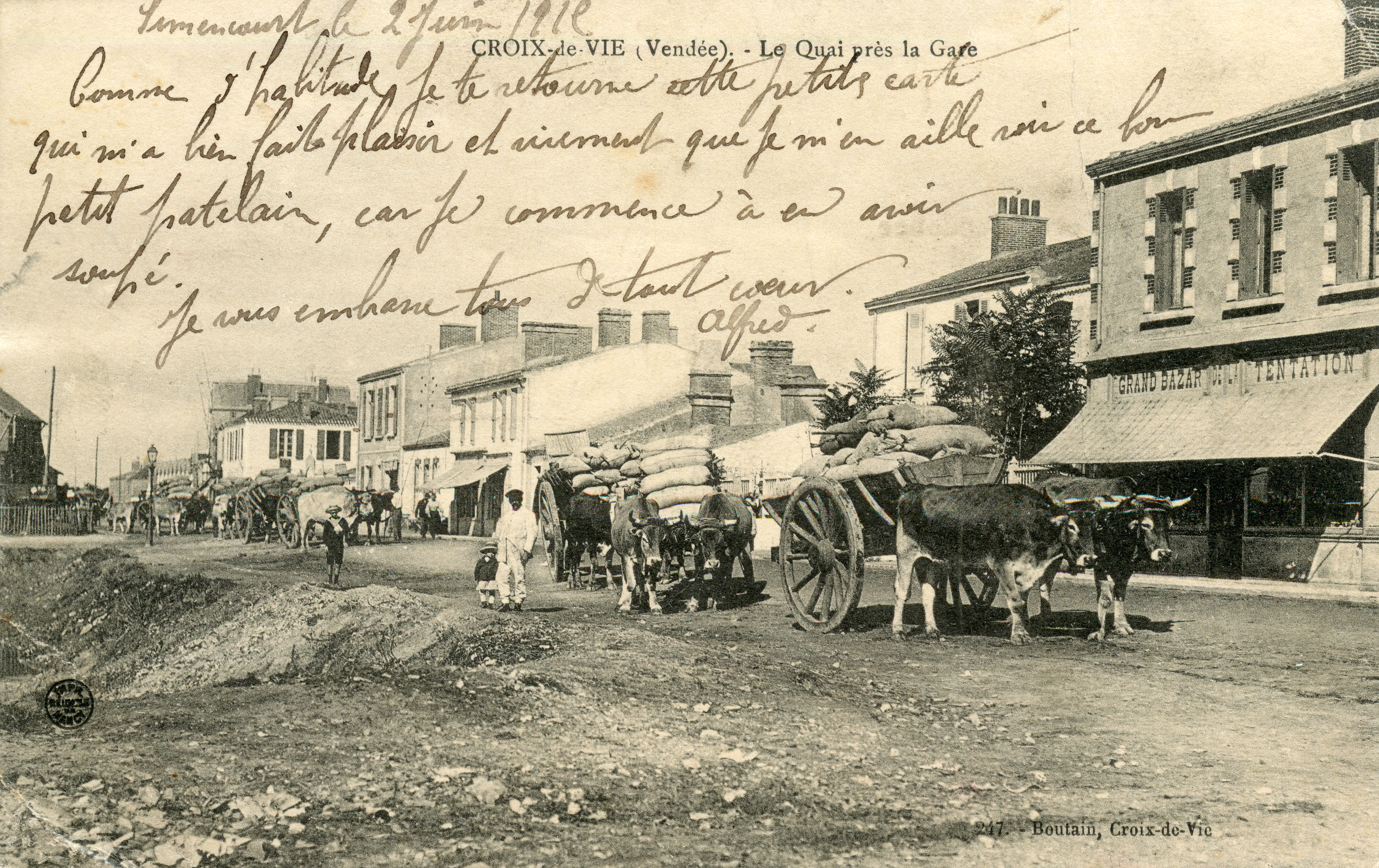
Le Grand bazar de la Tentation.

Adeline Boutain est la fille de Marie-Antoinette et d'Yves Laurent Libaux, éleveurs herbagers à Machecoul. Elle se marie le 9 mai 1881, à l'âge de 19 ans, avec Yves Gaspard Boutain, son cousin germain. Ils s'installent à Croix-de-Vie. De cette union naissent deux enfants, Yves Joseph Marie, le 30 mai 1882, puis Jules Rodolphe, le 27 novembre 1883.
Son mari meurt le 11 septembre 1895. Elle ouvre une boutique d'articles de plage et de pêche, quai de la République à Croix-de-Vie, le Grand bazar de la Tentation (que ses petits-fils, Yves et Marcel Boutain, céramistes, transformeront, en 1936, en faïencerie).
La diffusion de ses premières cartes postales de forme précurseurs date de 1902. Des années dix-neuf cent aux années vingt, Adeline Boutain sillonne, avec sa chambre photographique, le pays de Saint-Gilles-Croix-de-Vie dont les paysages et les gens lui inspirent les clichés qu'elle commercialise en cartes postales dans sa boutique.

## Cartes postales

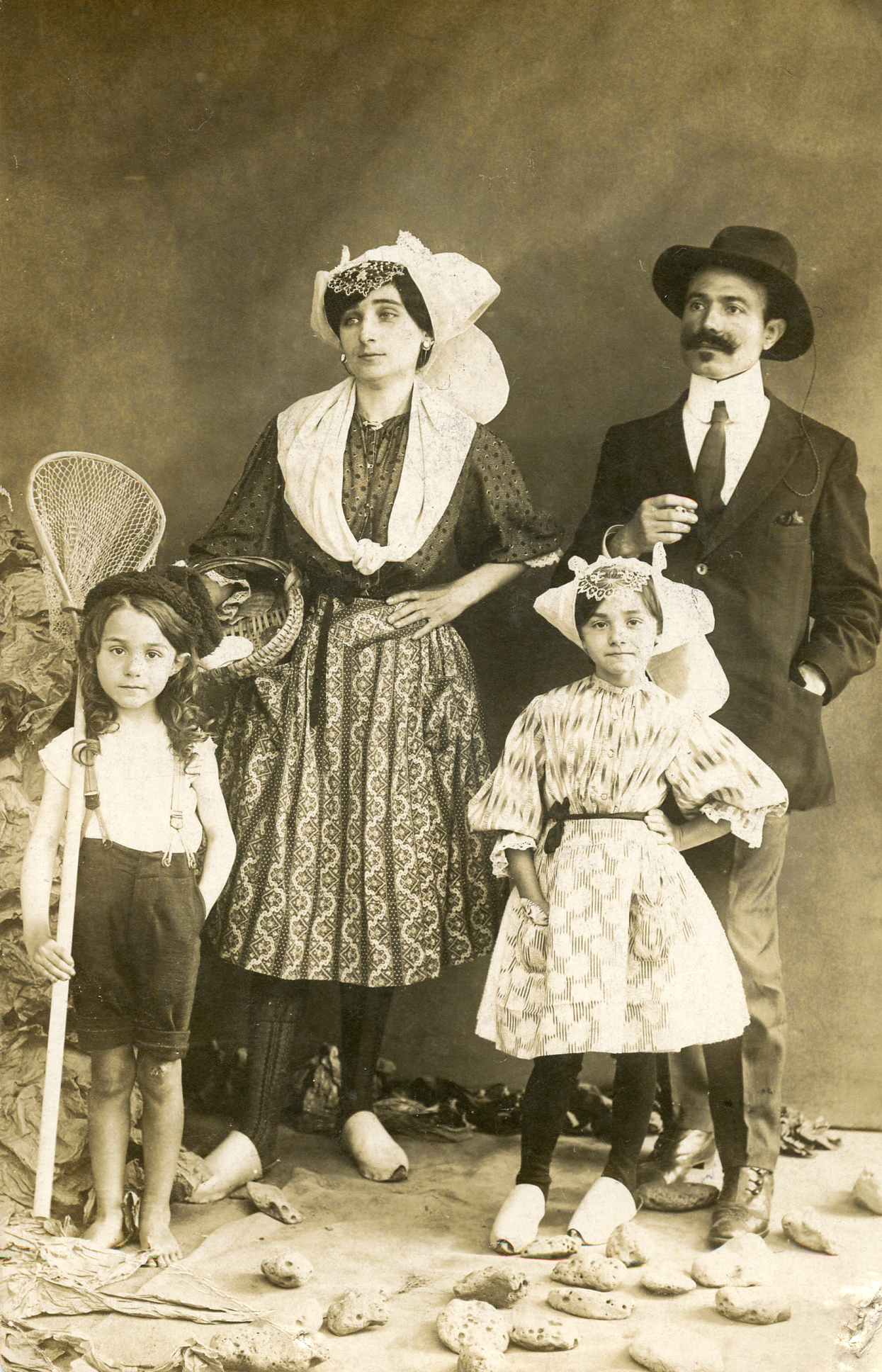
Portrait de famille, la femme en costume croixdeviotte. Prise de vue en studio. Tirage sur papier photographique.

Adeline Boutain développe ses plaques de verre et réalise ses tirages avec les techniques photographiques de ce début du XXe siècle. Elle réalise, en petite série, les portraits-cartes par tirage sur papier photographique carte postale Guilleminot dit « à la minute », qui porte au verso le logo du fabricant, une tête de cheval harnaché dans un fer à cheval. Les grands tirages, reproduits par phototypie, sont estampillés aux marques des Imprimeries réunies de Nancy et de l'imprimerie A. Dugas, Nantes.

### Collection Boutain
Les cartes Boutain 
sont identifiables aux mentions suivantes :
- F. A. 5612 — Cliché Boutain, phot. Croix-de-Vie
- Collection Boutain, Croix-de-Vie
- Coll. Boutain — Croix-de-Vie
- No 21 de la Collection Boutain, phot., Croix-de-Vie
- No 52 de la collection Boutain, Croix-de-Vie&
- 77. — Collection Boutain, Croix-de-Vie
- 279 — Collection Boutain, Croix-de-Vie — Reproduction interdite
- Cliché Boutain
- Cliché Boutain, phot., Croix-de-Vie
- Cliché Boutain. Bazar de la Tentation
- Boutain, éditeur, Bazar de la Tentation
- Vve Y. Boutain. Photo — Croix-de-Vie (Vendée).

### Thématique
- Les paysages, une série de photos de tempêtes et de la côte rocheuse inspirée par les forces de la nature ;
- Les paysages urbains, en panorama le point de vue sur une hauteur, ou dans la rue ;
- Les édifices ;
- Les villas balnéaires ;
- Les monuments et les curiosités, en particulier, le Castel maraîchin[10], maison transformée en musée de plein air par son propriétaire, le docteur Marcel Baudouin
- Les activités économiques, pêche, saunerie
- Le mode de vie des habitants de la région
- Les manifestations, religieuses, publiques
- Les coutumes et traditions, dont des histoires populaires.

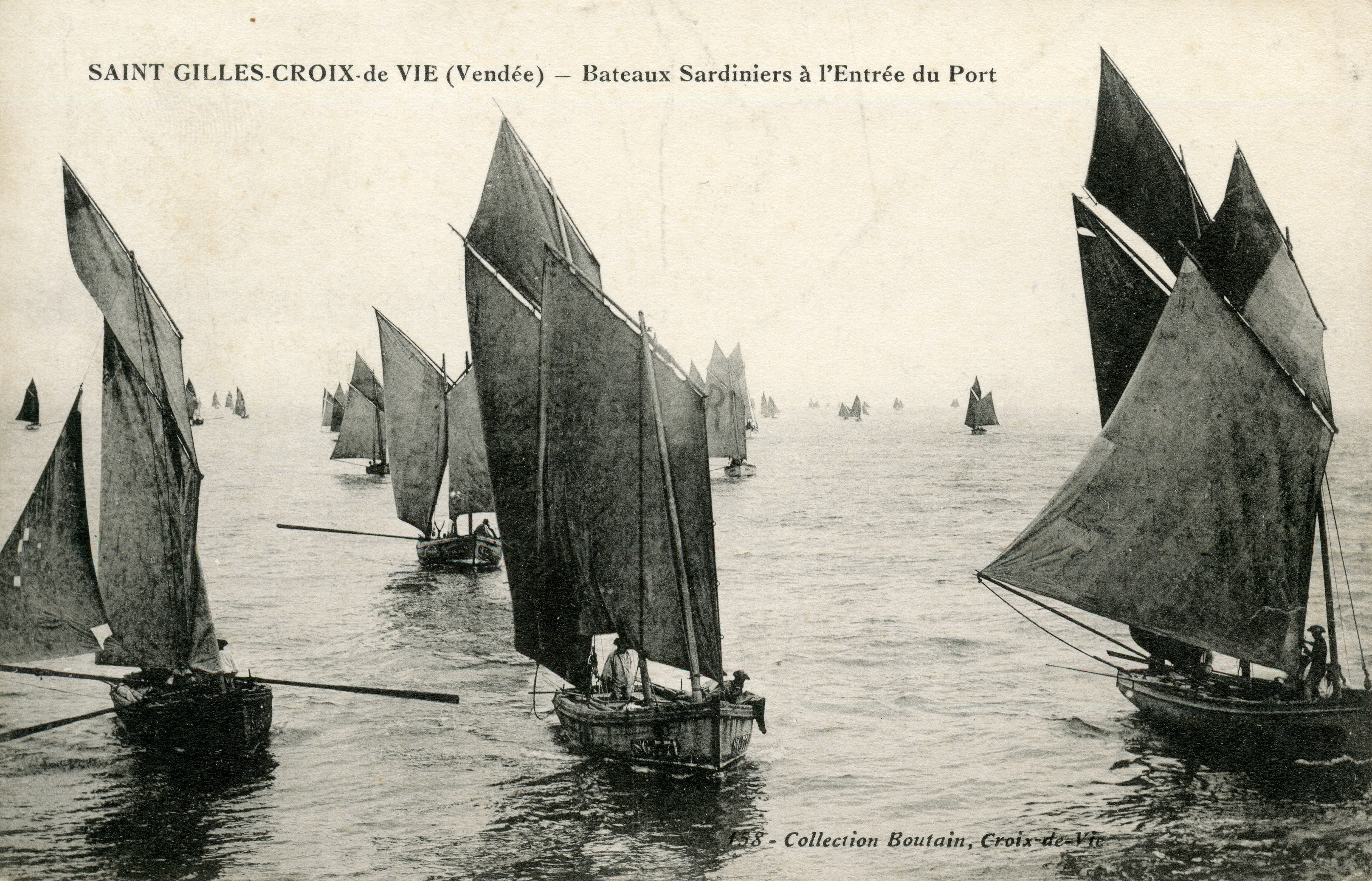
Bateaux sardiniers à l'entrée du port.
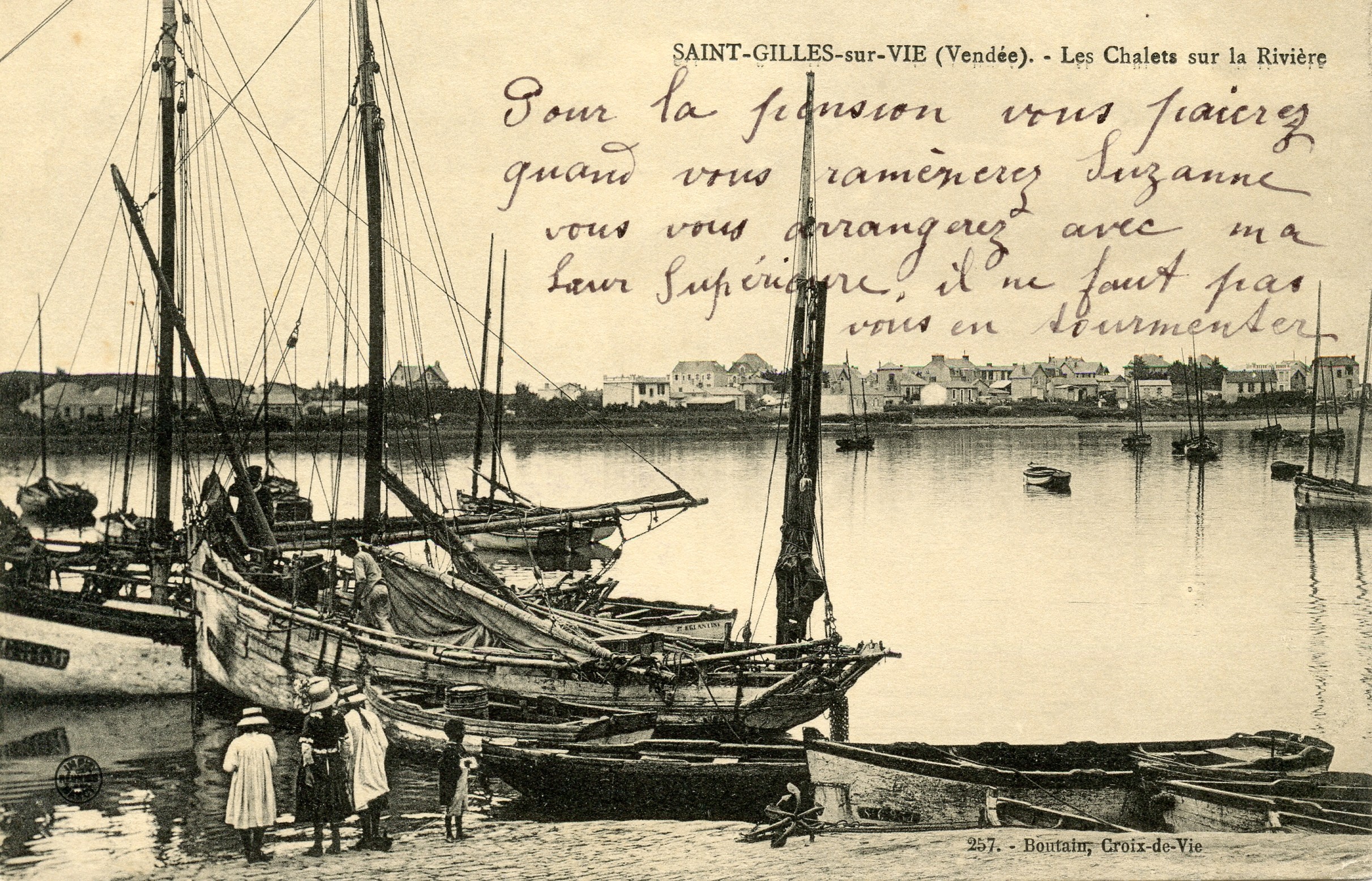
Saint-Gilles-sur-Vie, bateaux à quai.
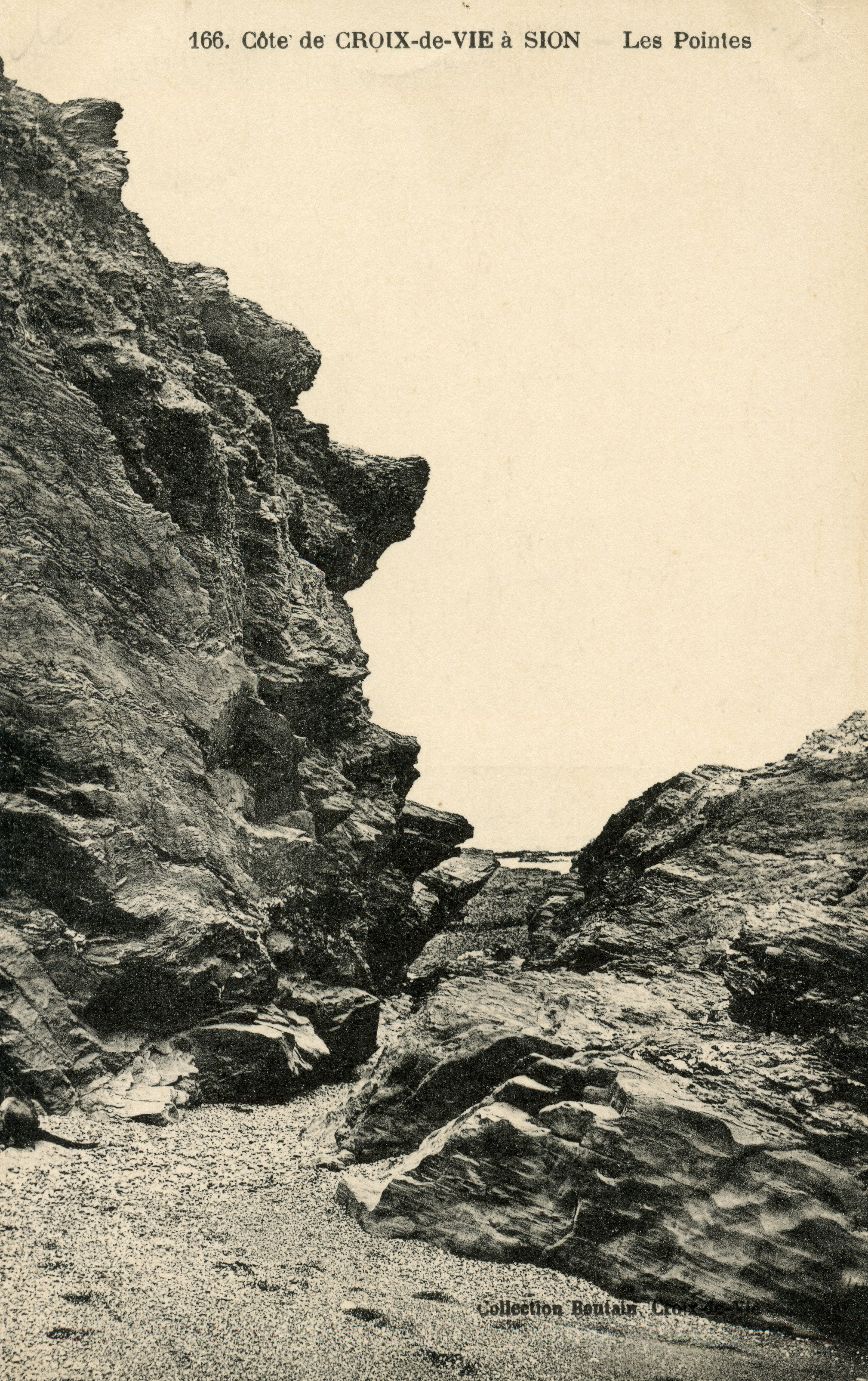
Sion, les Pointes.
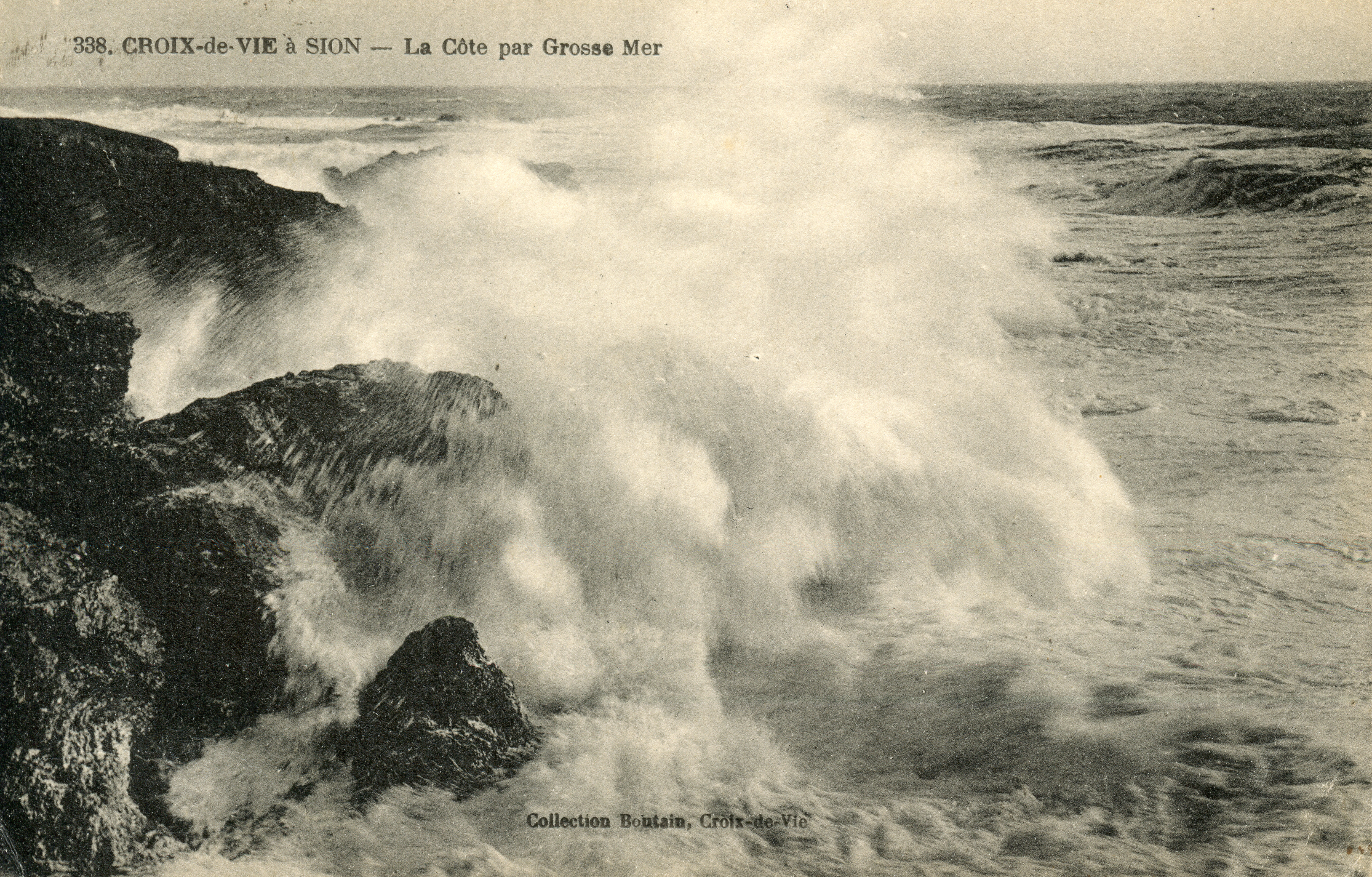
Sion, Grosse mer.

#### Les «buveurs d'eau-de-vie de singe»
Vers 1910, survient un fait divers saugrenu : on trouve sur la côte de Brétignolles-sur-Mer un tonneau échoué contenant un singe. L'histoire rebondit, se colporte et finit en conte populaire raconté sur toute la côte atlantique. Adeline Boutain acquiert la dépouille de l'animal et l'expose au Grand Bazar, à la curiosité du chaland. Elle met en scène dans une série de cartes postales l'histoire des « buveurs d'eau-de-vie de singe ».

#### Le Marais vendéen

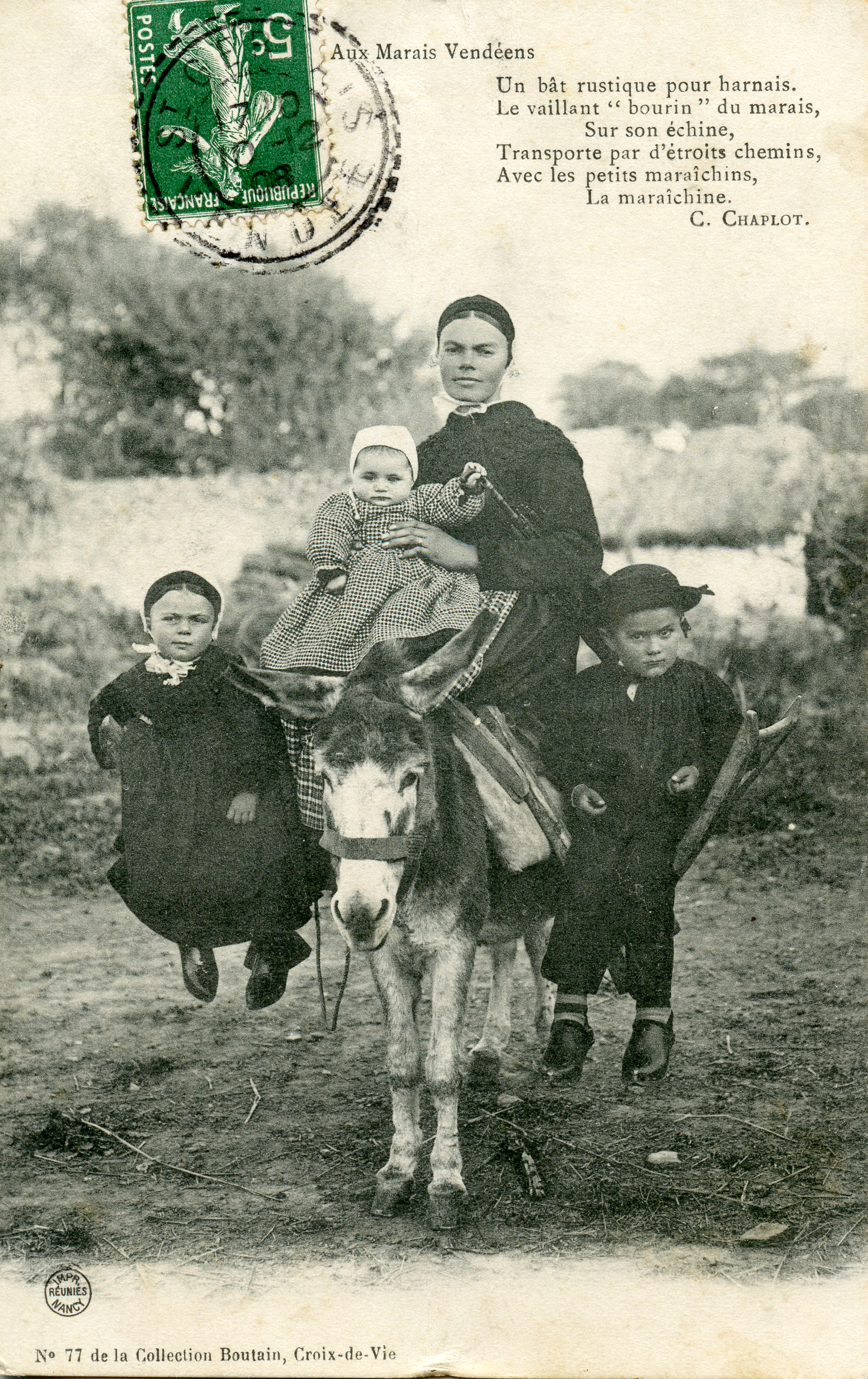
Aux Marais Vendéens.

Elle dépeint la vie des maraîchins, habitants du Marais vendéen, par une série de clichés publiés en cartes postales accompagnées de dialogues en patois et de poèmes de C. Chaplot :
- Les costumes
- Les danses
- Le foyer
- Le maraîchinage, « coutume populaire du Marais vendéen reconnaissant aux jeunes couples non mariés le droit de flirter ». Marcel Baudouin, auteur d'un ouvrage sur le sujet[15], présente des photos de la collection Boutain dans ses travaux[16].

#### Les portraits-cartes
Elle réalise aussi des portraits-cartes, photographies de commande, prises en extérieur ou en studio, distribuées aux relations. Familles de pêcheurs, d'armateurs ou bourgeois en villégiature à Croix-de-Vie ou Saint-Gilles se font tirer le portrait.

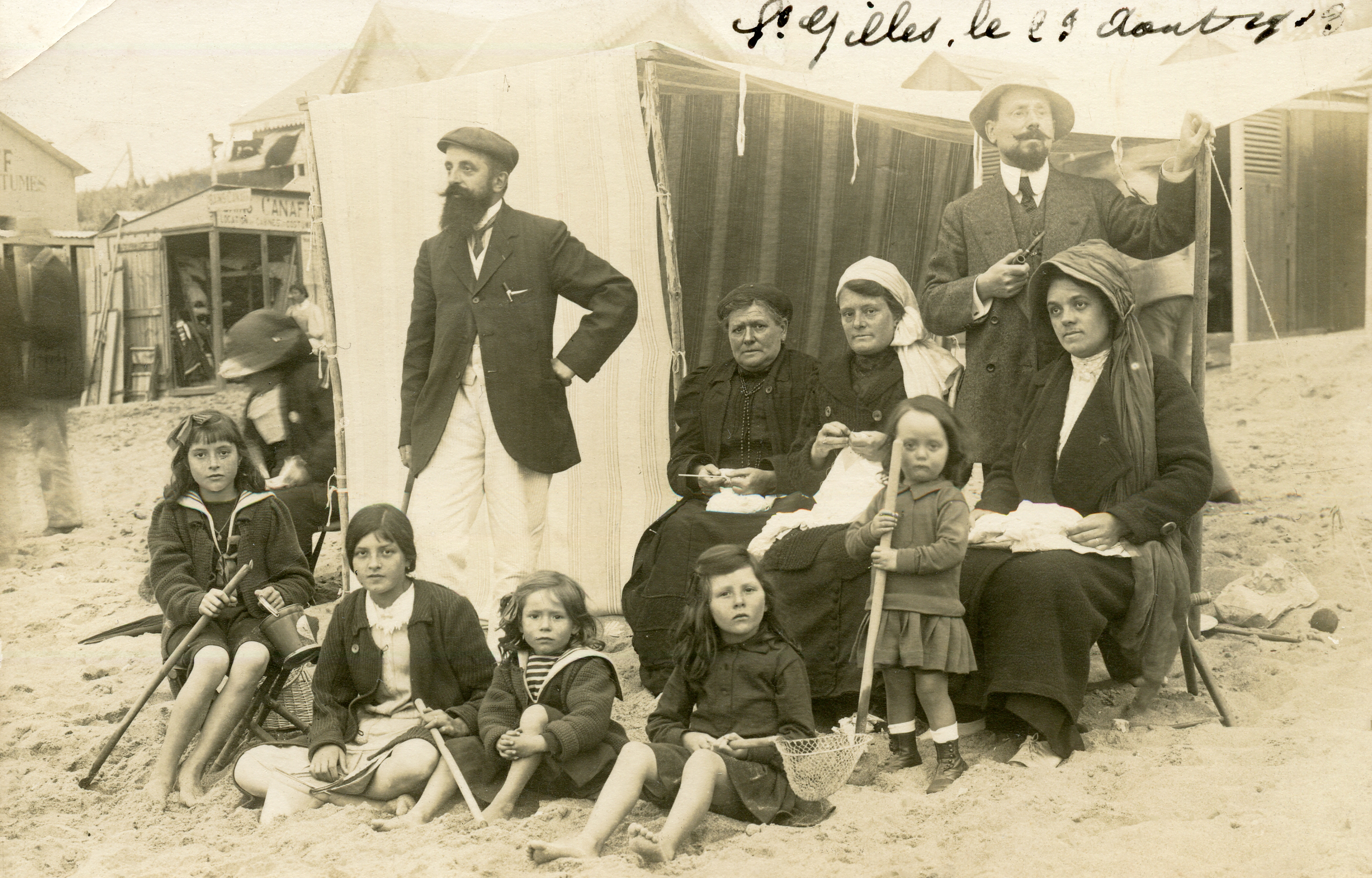
Famille en villégiature sur la plage.
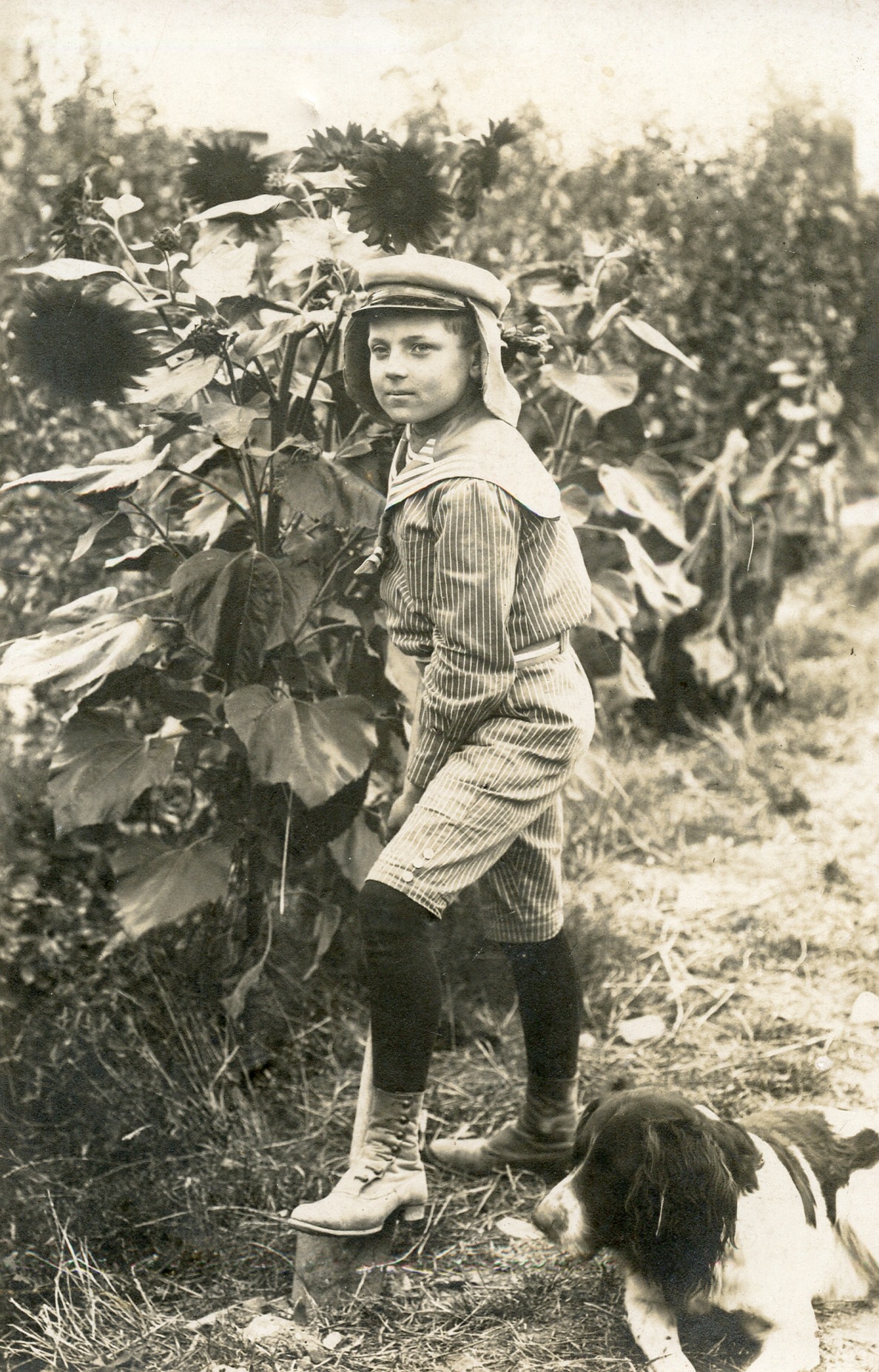
Jeune garçon au jardin.
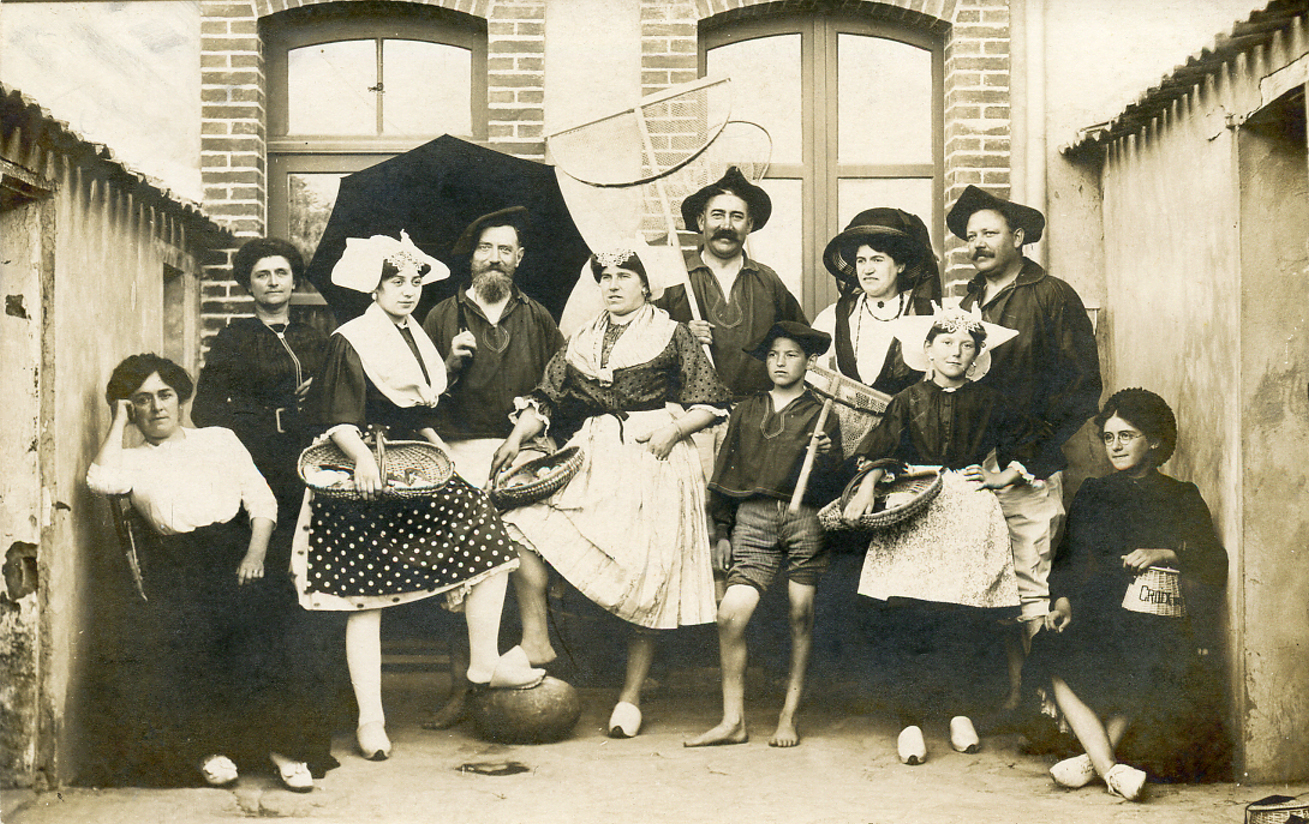
Famille de pêcheurs croixdeviotte.

Destinées à l'origine à la correspondance des touristes, les cartes postales d'Adeline Boutain suscitent l'intérêt des cartophiles. Elles sont devenues aussi une source documentaire et de connaissance pour la région de Saint-Gilles-Croix-de-Vie.

## Annexes

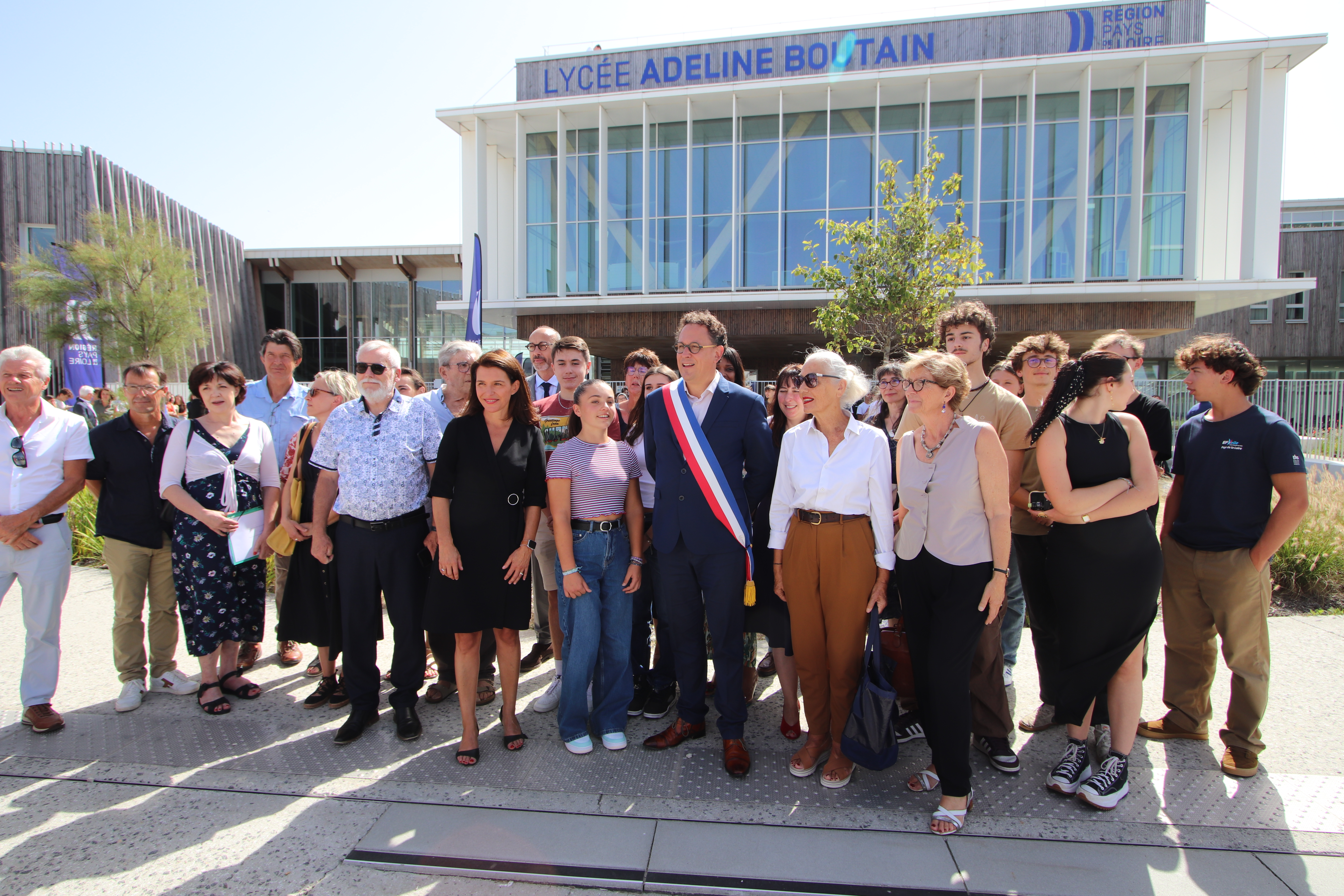
Cérémonie de dénomination du lycée

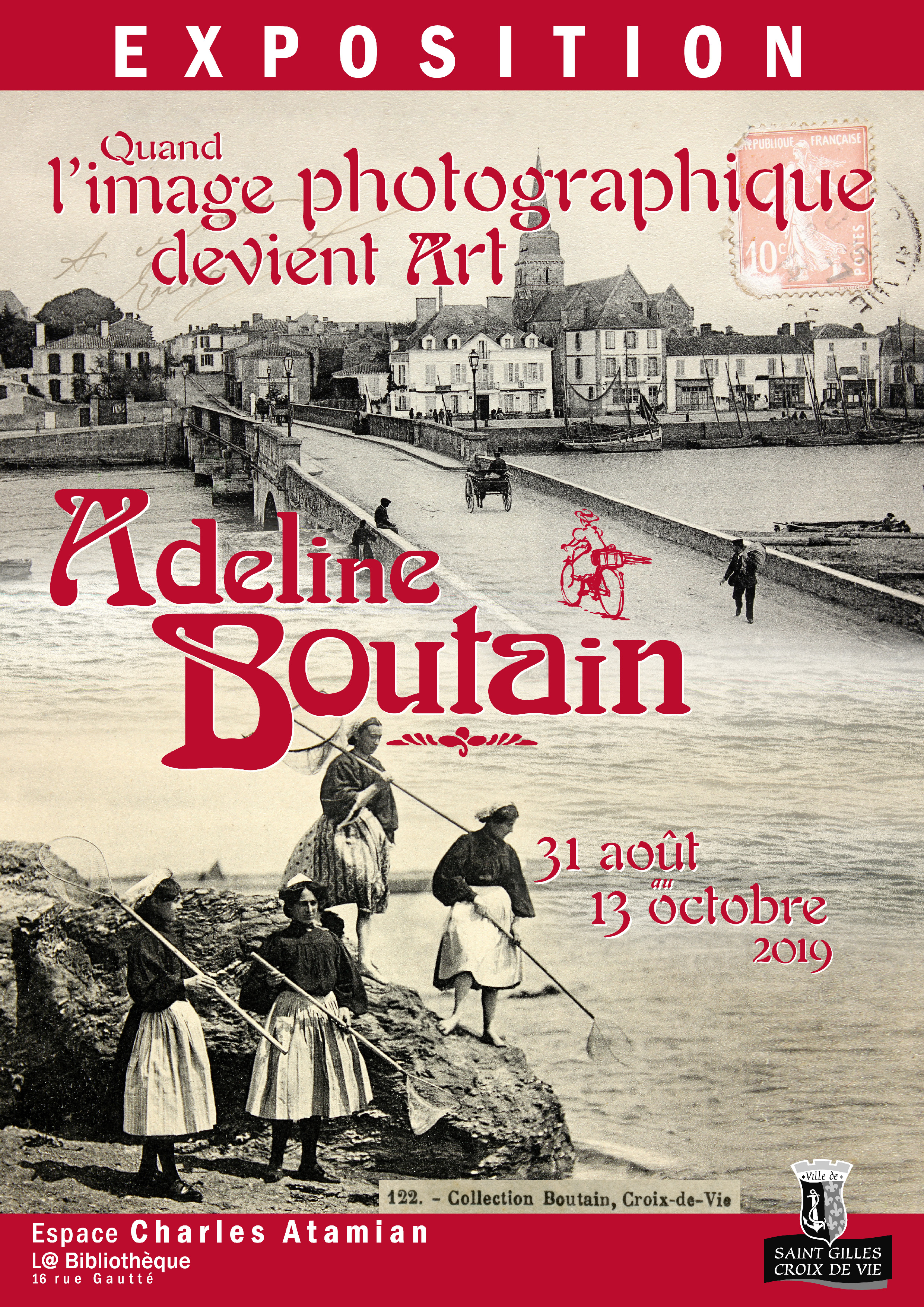
Adeline Boutain, exposition

### Hommage
- Une rue de la commune de Saint-Gilles-Croix-de-Vie porte son nom ;

- Lors d'une cérémonie, le 5 septembre 2023, le nouveau lycée de Saint-Gilles-Croix-de-Vie est baptisé lycée Adeline-Boutain[20],[21].